# Marta Cavalli
Marta Cavalli   (Cremona, 18 de març de 1998) és una ciclista italiana, que combina tant la carretera com el ciclisme en pista. Actualment milita a l'equip Team Picnic PostNL.

## Palmarès en pista
- 2015
  -  Campiona d'Europa júnior en Persecució per equips (amb Rachele Barbieri, Sofia Bertizzolo i Elisa Balsamo)
- 2016
  -  Campiona d'Itàlia júnior en Persecució per equips
- 2017
  -  Campiona d'Europa sub-23 en Persecució per equips (amb Martina Alzini, Elisa Balsamo i Francesca Pattaro)
- 2018
  -  Campiona d'Europa sub-23 en Persecució individual
  -  Campiona d'Europa sub-23 en Persecució per equips (amb Martina Alzini, Elisa Balsamo i Francesca Pattaro)
- 2019
  - Medalla d'or als Jocs Europeus en Persecució per equips
  -  Campiona d'Europa en Derny
  -  Campiona d'Europa sub-23 en Persecució per equips
- 2020
  -  Campiona d'Europa sub-23 en Persecució per equips

Resultats a la Copa del Món
- 1a en persecució per equips a Hong Kong

## Palmarès en ruta
- 2018
  -  Campiona d'Itàlia en ruta
- 2019
  - Vencedora d'una etapa al Giro delle Marche in Rosa
- 2021
  -  Campiona d'Europa de contrarrelotge per equips mixtes
- 2022
  - 1a l'Amstel Gold Race
  - 1a a la Fletxa Valona
  - 1a a la Mont Ventoux Dénivelé Challenges
- 2023
  - 1a al Tour femení internacional dels Pirineus i vencedora d'una etapa
  - 1a al Tour de l'Ardecha i vencedora d'una etapa

#### Resultats al Giro d'Itàlia
- 2020: 14a posició
- 2021: 6a posició
- 2022: 2a posició
- 2023: 14a posició
- 2025: abandona a la 4a etapa

#### Resultats al Tour de França
- 2022: abandona a la 2a etapa
- 2023: 13a posició

#### Resultats a la Volta a Espanya
- 2023: 13a posició
- 2024: no surt a la 3a etapa